# Parti républicain du Rio Grande
Pour les articles homonymes, voir Parti républicain.
Le Parti Républicain du Rio Grande (Partido Republicano Rio-grandense) (PRR) est un parti politique historique du Brésil, de tendance républicaine, basé dans l'État du Rio Grande do Sul, fondé en 1882.

## Historique
Le Parti Républicain du Rio Grande fut fondé le 23 février 1882 par d'éminents républicains, parmi lesquels Venâncio Aires, Júlio de Castilhos, Pinheiro Machado, Augusto Pestana, Demétrio Ribeiro, Alcides Lima, Apolinário Porto Alegre, Ramiro Barcelos, Assis Brasil, José Pedro Alves et João Cezimbra Jacques. Il fusionna en 1929 avec le Parti libérateur.